# X-sheet
X-Sheet är en förkortning av de engelska orden Exposure Sheet. Ett x-sheet beskriver hur de olika delarna som ingår i en animation ska bytas, förflyttas med mera. I och med att datorer tar över mer och mer av produktionen av animerad film så har den traditionellt handskrivna versionen övergivits till förmån för ett digitalt x-sheet. 